# Evangelho da esposa de Jesus

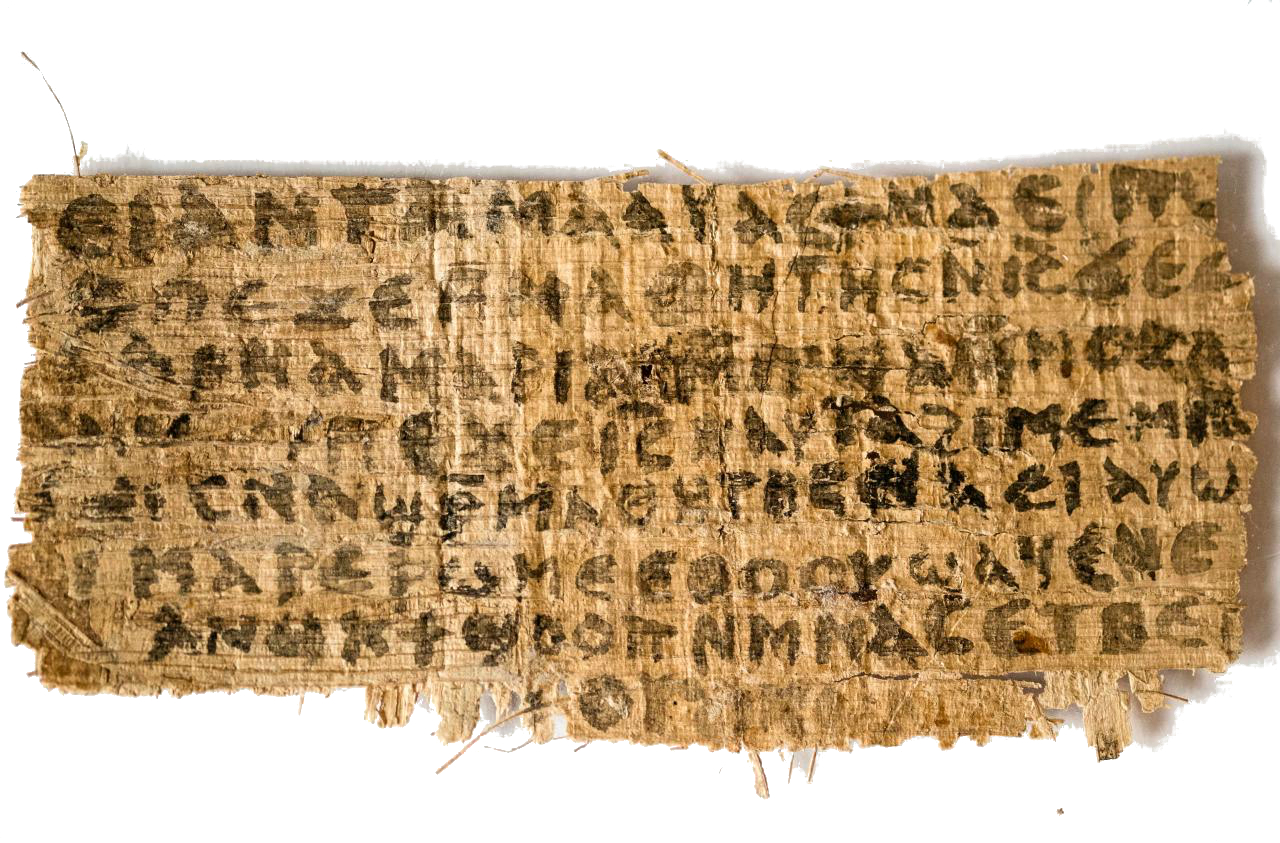
Evangelho da esposa de Jesus

O Evangelho da esposa de Jesus é um fragmento de papiro com um texto em cóptico que inclui as palavras "Jesus disse-lhes, 'a minha esposa...'". O texto teve um impacto muito significativo quando foi publicado pela primeira vez, em 2012, por causa da sua sugestão de que alguns cristãos primitivos acreditavam que Jesus era casado.
O fragmento foi apresentado pelo professora Karen L. King da Harvard Divinity School, que sugeriu que o papiro continha uma tradução do século XIV em copta de "um evangelho provavelmente escrito em grego na segunda metade do século II." No seguimento de um artigo de investigação do Atlantic por Ariel Sabar publicado on-line em Junho de 2016, King reconheceu que as evidências então apresentadas "aparentam ser uma falsificação."
A datação por radiocarbono determinou que o papiro é medieval, e análises mais profundas sobre a língua levaram muitos académicos a concluir que era uma cópia do Evangelho de Tomé. A origem do fragmento e a sua semelhança com um outro do mesmo dono anónimo, geralmente assumido como falso, ajudou a chegar ao consenso, entre os académicos, que o texto é uma falsificação moderna escrita num pedaço de papiro medieval.

## Publicação
Depois de a Professora Karen King ter anunciado a existência de um fragmento de papiro com as palavras “Jesus disse-lhes: ‘a minha mulher...’” no Congresso Internacional de Estudos Coptas, em Roma, a 18 de setembro de 2012, a publicação acadêmica do texto com comentários estava prevista para a Harvard Theological Review em janeiro de 2013. Em 3 de janeiro de 2013, King e Kathryn Dodgson (diretora de comunicações da Harvard Divinity School) confirmaram à CNN que a publicação seria adiada enquanto se aguardavam os resultados de (nas palavras de Dodgson) “mais testes e análises do fragmento, incluindo testes efetuados por laboratórios independentes com os recursos e conhecimentos específicos necessários para produzir e interpretar resultados confiáveis”. Uma versão revista do artigo apareceu na Harvard Theological Review em abril de 2014, juntamente com vários relatórios científicos sobre os testes do papiro.
Em resposta ao artigo de Ariel Sabar no The Atlantic, a Harvard Theological Review emitiu uma declaração dizendo que nunca tinha se comprometido com a autenticidade do papiro e recusou-se a publicar uma retratação do artigo de King. A Retraction Watch chamou à decisão da revista “uma fuga de informação de... proporções bíblicas”.

## Texto
Em um dos lados do texto fragmentário lê-se, palavra por palavra:
[...] não [a] mim. A minha mãe deu-me a vida [...] Os discípulos disseram a Jesus: [...] nega. Maria (não?) é digna disso. [Jesus disse-lhes: “A minha mulher [...] é capaz de ser minha discípula [...] Que se avolumem os maus [...] Quanto a mim, estou com ela para [...] uma imagem [...]
No lado oposto do texto lê-se, palavra por palavra:
[...] a minha mãe [...] três [...] adiante [...]
As duas linhas seguintes deste lado apresentam traços de tinta ilegíveis.

## Caraterísticas
O fragmento é retangular, com cerca de 4 por 8 centímetros (1,6 in × 3,1 in). De acordo com os relatórios, “o fragmento tem oito linhas incompletas de escrita de um lado e está muito danificado do outro lado, com apenas três palavras desbotadas e algumas letras de tinta visíveis, mesmo com o uso de fotografia de infravermelhos e melhoria assistida por computador.”
King e AnneMarie Luijendijk, professora associada de religião na Universidade de Princeton, chamaram ao fragmento o “Evangelho da Mulher de Jesus” para efeitos de referência, mas desde então reconheceram que o nome era inflamatório. Questionada sobre a forma como lidou com a divulgação pública do fragmento, King admitiu que tinha “calculado mal o quão inflamatório esse título acabaria por ser”. De acordo com Tom Bartlett, do The Chronicle of Higher Education, “ela tem pedido ideias para um nome novo e menos excitante”. Sugeriram ainda que o texto foi escrito por cristãos egípcios antes de 400 d.C.; está na língua que, segundo eles, era utilizada por essas pessoas deste tempo. Consideraram que o fragmento de papiro provém de um códice, e não de um pergaminho, uma vez que o texto aparece em ambos os lados. King afirmou que o fragmento não deve ser tomado como prova de que o Jesus histórico era casado. Os testes dataram o papiro entre os séculos VII e IX, e o Professor Christian Askeland, da Universidade Wesleyana de Indiana, demonstrou que o texto está escrito em licopolitano, um dialeto copta que caiu em desuso durante ou antes do século VI.
Com referência à fonte especulativa do texto no fragmento, King e Luijendijk usaram o termo evangelho num sentido amplo, pois inclui todos os primeiros escritos cristãos sobre a trajetória de Jesus.

## Interpretações iniciais do texto
King disse no Congresso Internacional de Estudos Coptas que o texto não prova que Jesus tinha uma esposa. Ela observou que, mesmo sendo uma tradução de um texto grego do século II d.C., o texto teria sido escrito mais de 100 anos após a morte de Jesus. De acordo com King, a informação mais antiga e confiável sobre Jesus não se continha nada sobre a questão do seu estado civil. King disse também que o texto (que ela sugeriu ser um fragmento de um evangelho não canônico) mostrava que alguns dos primeiros cristãos acreditavam que Jesus era casado. Um artigo do Harvard News Office relatou que King datou o original grego especulativo na segunda metade do século II porque mostrou ligações estreitas com outros evangelhos recentemente descobertos escritos nesse tempo, particularmente o Evangelho de Tomé, o Evangelho de Maria e o Evangelho de Filipe.

Mais tarde, em um documentário televisivo de 2012, King comentou a possível implicação do fragmento de papiro:
A pergunta que muitas pessoas têm em mente é se esse fragmento deve nos levar a repensar se Jesus era casado. Acho, no entanto, que o que ele nos leva a fazer não é responder a essa pergunta de uma forma ou de outra, mas sim repensar como o cristianismo entendia a sexualidade e o casamento de um jeito muito positivo, e recapturar os prazeres da sexualidade, a alegria e as belezas das relações íntimas humanas.
Ben Witherington, professor de Interpretação do Novo Testamento no Asbury Theological Seminary (Seminário Teológico de Asbury), disse que, embora o texto possa contribuir para o estudo do Gnosticismo no século II ou IV, ele não deve ser considerado significativo para aqueles que estudam Jesus no contexto histórico do século I. Ele explicou ainda que, “durante o surgimento do movimento monástico, havia muitas pessoas do tipo monge e evangelistas que viajavam na companhia de uma irmã-esposa” e que o termo “esposa” estava aberto à interpretações.

O padre Henry Wansbrough fez eco aos mesmos sentimentos:
Isso não terá muita importância para a igreja cristã. Mostrará que havia um grupo que tinha essas crenças no século II - cristãos ou semi-cristãos - que talvez não tivessem refletido o suficiente sobre as implicações das escrituras canônicas para ver que Jesus não poderia ter sido casado. É um interesse histórico, mais do que um interesse de fé.
Daniel B. Wallace, do Dallas Theological Seminary (Seminário Teológico de Dallas), e outros sugeriram que o fragmento parece ter sido cortado intencionalmente, muito provavelmente nos tempos modernos. Eles também sugerem que isso leva à possibilidade de que, no contexto, Jesus talvez nem estivesse falando de uma esposa literal.

### Vínculos com teorias da conspiração
A ideia moderna de que Jesus era casado pode ser atribuída, em grande parte, ao livro The Holy Blood and the Holy Grail (O Santo Graal e a Linhagem Sagrada), de Baigent, Leigh e Lincoln, considerado um trabalho de pseudo-história que se baseia em teorias da conspiração. Sua tese era de que Jesus havia sido casado com Maria Madalena e que as lendas do Santo Graal eram relatos simbólicos de sua linhagem na Europa. Essa tese passou a ser muito mais divulgada depois que se tornou o centro do enredo de O Código Da Vinci, um romance best-seller de 2003 do autor Dan Brown. King rejeitou qualquer ligação entre O Código Da Vinci e o Evangelho da Esposa de Jesus.

### Outro texto
O fragmento também inclui a frase “ela poderá ser minha discípula”. O New York Times afirma que os debates sobre se Jesus se casou com Maria Madalena ou com outra mulher, bem como os debates sobre se ele tinha ou não discípulas, podem ser rastreados até os primeiros séculos do cristianismo. King, no entanto, afirma que, antes do fragmento de papiro recentemente publicado, não existem textos que afirmem que Jesus era casado, mas que os evangelhos canônicos implicam claramente que Jesus tinha discípulas.

## Procedência
Até junho de 2016, não se sabia nada definitivo sobre a procedência do papiro. Antes do aparecimento do artigo de Ariel Sabar, foi relatado que um proprietário anônimo havia adquirido o fragmento em 1997 como parte de uma coleção de papiros e outros documentos. Dizia-se que essa coleção havia sido comprada de um colecionador germano-americano que, por sua vez, a havia adquirido na década de 1960 na Alemanha Oriental. Entre os outros documentos dessa coleção estavam: (a) uma carta datilografada, datada de 15 de julho de 1982, endereçada a Hans-Ulrich Laukamp pelo Prof. Dr. Peter Munro (Ägyptologisches Seminar, Freie Universität Berlin), que menciona apenas um dos papiros, relatando que um colega, o Prof. Fecht, o identificou como um fragmento do Evangelho de João em copta do século II a IV d.C. e dando recomendações quanto à sua preservação; e (b) uma nota manuscrita sem data e sem assinatura, em alemão, aparentemente se referindo ao fragmento do Evangelho da Esposa de Jesus. De acordo com essa nota, o “Professor Fecht” acreditava que esse era o único exemplo de um texto em que Jesus usa discurso direto para se referir a uma esposa. O professor Gerhard Fecht fazia parte do corpo docente de egiptologia da Universidade Livre de Berlim. Laukamp faleceu em 2001, Fecht em 2006 e Munro em 2009.
Em junho de 2016, o jornalista Ariel Sabar publicou um artigo no The Atlantic que identificava o proprietário do papiro do Evangelho da Esposa de Jesus como Walter Fritz, um imigrante alemão que vivia na Flórida. O artigo desacreditou a história que Fritz contou a King sobre a história do fragmento, incluindo sua suposta propriedade anterior por Laukamp (que, segundo parentes e associados, nunca teve esse papiro) e a carta de “1982” do Dr. Peter Munro (que parece ser uma falsificação). O artigo de Sabar também forneceu mais evidências para supor que o papiro era uma falsificação. Fritz inicialmente negou ser o proprietário do papiro, mas depois admitiu. Fritz era um ex-estudante de egiptologia que abandonou a Universidade Livre de Berlim no início da década de 1990 depois que o presidente do Instituto de Egiptologia o acusou de plágio intelectual. Fritz reconheceu ter estudado copta, o idioma no qual o papiro foi composto. Mais tarde, Fritz deixou seu cargo de diretor do Museu Stasi em Berlim depois que itens do museu desapareceram. Depois de se mudar para a Flórida, ele administrou sites de pornografia de “esposas gostosas” bem-sucedidos com sua esposa, uma americana que acredita que pode canalizar Deus e o Arcanjo Miguel; ela até publicou um livro de ditados que acredita que Deus transmitiu por meio dela. O The Atlantic especulou que Fritz pode ter sido motivado a forjar o texto por questões financeiras, pelo desejo de tornar o Código Da Vinci uma realidade ou para envergonhar um estabelecimento acadêmico que havia desprezado suas ambições. Além disso, Fritz alegou ter sido abusado sexualmente por um padre católico enquanto crescia no sul da Alemanha. Fritz negou que tenha forjado o Evangelho da Esposa de Jesus, mas admitiu que poderia ter feito isso se tivesse tentado. Fritz também enfatizou a Sabar que nunca afirmou que o Evangelho da Esposa de Jesus era um texto genuinamente antigo. Em seu livro de 2020, Veritas: A Harvard Professor, a Con Man and the Gospel of Jesus's Wife, Sabar relata ter descoberto uma falsificação moderna que Fritz enviou com suas candidaturas a emprego em 2013 para as escolas do condado de Sarasota (FL): um falso diploma de mestrado em egiptologia da Universidade Livre de Berlim. Quando perguntado sobre isso, Fritz se recusou a comentar.

## Autenticidade

### Avaliações iniciais
Antes de King publicar a descoberta do fragmento, ela pediu a AnneMarie Luijendijk e ao papirologista Roger S. Bagnall, do Instituto para o Estudo do Mundo Antigo da Universidade de Nova York, que revisassem o fragmento. Ambos concluíram que ele provavelmente era autêntico, tanto pelas habilidades necessárias para falsificar o fragmento quanto pelo fato de que o papiro parecia estar em uma coleção por muitos anos sem ter sido anunciado. Luijendijk e Bagnall duvidavam que o texto fosse falsificado. Giovanni Maria Vian, editor do jornal do Vaticano L'Osservatore Romano, descartou o fragmento como falso.
Imediatamente após a apresentação de King sobre o fragmento em Roma, surgiram dúvidas sobre sua autenticidade. Investigações posteriores sobre a linguagem e a escrita, e comparações com o claramente falsificado Evangelho de João, pertencente ao mesmo grupo de papiros, corroboraram as dúvidas iniciais. No final de 2014, havia um consenso de que o papiro era falso. Eventualmente, a rastreabilidade da procedência feita por Ariel Sabar, que levou a Walter Fritz em 2016, forneceu a prova final, e King admitiu que as evidências "pressionavam na direção da falsificação".
Outros observaram que a caligrafia, a gramática, o formato do papiro, a cor e qualidade da tinta tornavam o fragmento suspeito. O professor Francis Watson, da Universidade de Durham, publicou um artigo sugerindo que o texto era um "mosaico de textos" do Evangelho de Tomé, que haviam sido copiados e reorganizados em uma ordem diferente. No verão de 2015, o professor Watson editou e introduziu seis artigos na revista New Testament Studies, todos argumentando contra a autenticidade do texto; esses artigos foram disponibilizados online pelo professor Mark Goodacre, da Universidade de Duke.
Em defesa da autenticidade do texto, Ariel Shisha-Halevy, professor de Linguística da Universidade Hebraica de Jerusalém e um dos maiores especialistas em língua copta, concluiu que a linguagem em si não oferecia evidências de falsificação. King também encontrou exemplos de uma nova descoberta no Egito com o mesmo tipo de gramática, demonstrando que pelo menos um caso incomum não era único. Embora alguns especialistas continuem discordando sobre o outro caso, King observa que textos recém-descobertos frequentemente apresentam peculiaridades gramaticais ou ortográficas que expandem nosso entendimento da língua copta.

### Testes científicos
Embora dois dos três revisores consultados pela Harvard Theological Review em meados de 2012 acreditassem que o papiro era provavelmente falso, King se recusou a realizar testes científicos no fragmento antes de divulgá-lo, em setembro de 2012, em uma conferência acadêmica em Roma. A omissão de testes laboratoriais foi uma exceção à prática usual para descobertas manuscritas importantes, como o Evangelho de Judas, que havia passado por uma série de testes antes de ser anunciado pela National Geographic em 2006.
King encomendou os primeiros testes laboratoriais do papiro de Jesus apenas após seu anúncio em 2012, em meio a fortes dúvidas sobre a autenticidade levantadas por especialistas em língua copta, manuscritos cristãos antigos e paleografia. Uma análise de datação por radiocarbono, realizada pela Universidade de Harvard e pelo Instituto Oceanográfico de Woods Hole, encontrou uma data média de 741 d.C. Essa data medieval contrariou as alegações de King e Bagnall de que o papiro provavelmente datava do século IV. Embora King tentasse afirmar que a datação do século VIII ainda era evidência de autenticidade, a data era historicamente problemática: no século VIII, o Egito já estava na era islâmica e o cristianismo copta era ortodoxo, o que tornava incerto por que alguém naquela época copiaria um texto "herético" desconhecido sobre um Jesus casado.
Em uma apresentação na conferência anual da Sociedade de Literatura Bíblica, em San Antonio, Texas, em novembro de 2016, a equipe científica de Columbia declarou que suas descobertas sobre o Evangelho da Esposa de Jesus eram "consistentes com manuscrito como falsificação". Em conjunto, os vários achados científicos são consistentes com a teoria predominante na comunidade acadêmica de que um falsificador moderno pegou um pedaço antigo de papiro em branco e escreveu o texto do Evangelho da Esposa de Jesus por cima, usando uma tinta simples à base de carbono, fácil de fazer tanto hoje quanto na antiguidade. Em seu livro de 2020, Veritas, Ariel Sabar relatou que dois dos cientistas principais contratados por King para defender a autenticidade não tinham experiência prévia com objetos arqueológicos e ambos tinham conflitos de interesse não revelados: um era amigo de infância de King, e o outro, cunhado do único outro estudioso sênior que inicialmente acreditava na autenticidade do papiro. Esses relacionamentos interpessoais não foram divulgados ao público nem aos editores da Harvard Theological Review, que publicou os relatórios científicos em abril de 2014.

### Análise do texto
Embora o papiro seja de origem medieval, análises adicionais sugeriram que o próprio texto inclui erros adicionais que indicam que não é autêntico.

Em outubro de 2012, Andrew Bernhard observou uma semelhança próxima entre a Interlinear de Grondin do Evangelho de Tomé e o texto que o falsificador parece ter usado para compor o Evangelho. Karen King agora disponibilizou a tradução interlinear fornecida a ela pelo proprietário do papiro, e Bernhard mostrou que cada linha apresenta evidências de cópia da Interlinear de Grondin.
Dadas as extraordinárias semelhanças entre os dois textos, parece altamente provável que o Evangelho da Esposa de Jesus seja, de fato, um "mosaico" do Evangelho de Tomé. Muito provavelmente, foi composto após 1997, quando a Interlinear de Grondin foi publicada online.
Leo Depuydt, da Universidade Brown, achou ridículo que no Evangelho da Esposa de Jesus, a palavra "minha" na frase "minha esposa" estivesse em negrito, como se para enfatizar a ideia de que Jesus era casado. Depuydt também disse que nunca havia visto escrita em negrito em um único texto copta antes. Ele escreveu: "O efeito é algo como: 'Minha esposa. Entendeu? MINHA esposa. Você ouviu certo.' O fragmento de papiro parece pronto para um esquete de Monty Python... Se o falsificador tivesse usado itálico também, poderia ser difícil manter a compostura." A análise linguística de Christian Askeland do texto mostra que ele está em um dialeto que caiu em desuso bem antes de 741 d.C. Ele concluiu que o texto deve ter sido escrito em um fragmento de papiro medieval por um falsificador moderno. Askeland também achou suspeito que o autor do fragmento tenha escrito a mesma letra de maneiras diferentes. Além disso, Askeland mostrou que o fragmento é "idêntico a um fragmento de papiro que é claramente uma falsificação". Esse segundo fragmento, contendo parte do Evangelho de João, pertence ao mesmo proprietário anônimo e agora é amplamente considerado falso. Isso porque cada linha no fragmento do Evangelho de João parecia ter sido copiada de cada segunda linha de uma tradução online do evangelho em um dialeto copta antigo chamado licopolitano, exigindo um cenário improvável em que o texto, se fosse genuíno, teria sido coincidentemente escrito em um papiro exatamente duas vezes mais largo que a tradução online, com cada palavra (e até mesmo cada letra) sendo precisamente do mesmo tamanho que as da tradução online. Além disso, o idioma licopolitano desapareceu antes do século VI, e o fragmento de João foi datado por carbono entre os séculos VII e IX. Askeland argumenta que o fragmento de João foi escrito pela mesma pessoa, com a mesma tinta e com o mesmo instrumento que o Evangelho da Esposa de Jesus. A professora King considerou que essas preocupações eram legítimas, mas que ainda havia a possibilidade de que o evangelho fosse autêntico. A The Atlantic relatou que, apesar das reservas de King, o texto era amplamente considerado falso. King mais tarde admitiu que as evidências sugerem que o Evangelho da Esposa de Jesus é uma falsificação.